# Лобань (Богородский район)
Лобань — село в Богородском районе Кировской области

## География
Находится на расстоянии примерно 19 километров по прямой на юг от районного центра поселка Богородское.

## История
Основано в 1701 году. Раньше также называлось Никольское по местной церкви. Первая деревянная церковь построена в 1703 году, разобрана в 1793 году. Каменная церковь построена в 1780-1802 годах. В последние советские годы работал совхоз «Лобанский». В 1717 году учтено 7 дворов и 42 жителя, в 1764 90 жителей. В 1873 году отмечено дворов 25 и жителей 245, в 1905 45 и 251, в 1926 58 и 281, в 1950 63 и 160 соответственно. В 1989 году учтено 262 жителя.

## Население
Постоянное население  составляло 203 человека (русские 88%) в 2002 году, 53 в 2010.